# Strymon bicolor
Strymon bicolor is een vlinder uit de familie van de Lycaenidae. De wetenschappelijke naam van de soort werd als Lycaena bicolor in 1859 gepubliceerd door Philippi.

## Synoniemen
- Thecla quadrimaculata Hewitson, 1874